# Ca n'Oliver (l'Hospitalet de Llobregat)
|  | No s'ha de confondre amb Ca n'Oliveras (l'Hospitalet de Llobregat). |

Ca n'Oliver és un monument protegit com a bé cultural d'interès local del municipi de l'Hospitalet de Llobregat (Barcelonès). És una casa de pagès del segle xviii formada per dos cossos juxtaposats de planta baixa i un pis. Fa cantonada al carrer Xipreret i la plaça Josep Bordonau. Cada cos té teulada a doble vessant, amb el carener perpendicular a la porta de cada cos, i col·locats en perpendicular una de l'altre. A la façana de la plaça Josep Bordonau es troba una porta d'arc rebaixat adovellat, i un balcó amb finestra de pedra gòtica amb un arc trevolat, possiblement elements aprofitats d'una construcció anterior. A la façana del carrer Xipreret presenta una porta d'arc de mig punt i finestres rectangulars, realitzades en maó.
Originàriament era una casa de pagès, encara que no es tenen notícies que els propietaris siguin els mateixos Oliver de l'heretat de la torre Blanca. Va ser restaurada l'any 1976, moment en què es va afegir la finestra gòtica, d'un altre edifici que es va enderrocar, per tal de donar un aire més medieval a l'edifici.